# Acrolophus rastricornis
Acrolophus rastricornis är en fjärilsart som beskrevs av Edward Meyrick 1932. Acrolophus rastricornis ingår i släktet Acrolophus och familjen Acrolophidae. Inga underarter finns listade i Catalogue of Life.